# Парад
Парад (мађ. Parád) град је у Мађарској. Парад је један од градова у оквиру жупаније Хевеш.

## Географија

### Локација
Лежи на северној страни планине Матра, у долини потока Паради-Тарна. Парадфирде се налази источно од центра Парада, Парадохута се налази јужно од центра. Док је Парадфурдо потпуно повезан са Парадом, Парадохута је удаљена око 2 km . Подручје је богато водотоцима који су створили јединствене природне атракције.

## Историја
Парад се први пут помиње 1506. године, када је у повељи име села уписано у облику Парад. Парад је био у власништву неколико познатих мађарских породица.
У 17. веку област је скоро један век била у власништву породице Ракоци. Овај период је био важан у историји Парада. Ференц II Ракоци основао је стаклару, која је на мађарском добила име увегхута – од ове две речи потиче назив села Парадохута. Касније се стаклара преселила у суседно село Парадшашвар. Породице Грасалкович, Орци и Карољи такође су имале важну улогу у развоју стакларе.
Светско удружење водича и извиђачица формирано је на петој међународној конференцији водича, одржаној у Параду 1928. године.
2013. године, канцеларија градоначелника Парада повезана је са канцеларијом градоначелника суседног села Бодоњ под именом „Заједничка општинска канцеларија Парад” (Parádi Közös Önkormányzati Hivatal.)

## Становништво
Године 2001. 95% становништва изјаснило се као Мађари, а 5% као Роми.
У 2011. години 83,5% се изјаснило као Мађари, 7,1% као Роми, 0,3% као Немци, 0,3% као Румуни и 0,2% као Словаци (16,4% се није изјаснило, збир процената може бити већи од 100% због двојног идентитета).
У 2011, 56,7% Парада се изјаснило као римокатолици, 3,1% као калвинисти, 0,3% као лутерани, 0,3% као гркокатолици, 13,7% неконфесионално (24,9% се није изјаснило).